# Джозеф (Орегон)
Джозеф (англ. Joseph) — місто (англ. city) в США, в окрузі Валлова штату Орегон. Населення — 1154 особи (2020).

## Географія
Джозеф розташований за координатами 45°21′10″ пн. ш. 117°13′50″ зх. д. / 45.35278° пн. ш. 117.23056° зх. д. (45.352722, -117.230457).  За даними Бюро перепису населення США в 2010 році місто мало площу 2,29 км², уся площа — суходіл.

## Демографія
Згідно з переписом 2010 року, у місті мешкала 1081 особа в 509 домогосподарствах у складі 305 родин. Густота населення становила 472 особи/км².  Було 590 помешкань (258/км²).
Расовий склад населення:
| - 94,7 % — білих - 0,9 % — корінних американців - 0,7 % — чорних або афроамериканців - 0,5 % — вихідців з тихоокеанських островів - 0,4 % — азіатів |

До двох чи більше рас належало 2,0 %. Частка іспаномовних становила 2,0 % від усіх жителів.
За віковим діапазоном населення розподілялося таким чином: 17,0 % — особи молодші 18 років, 60,8 % — особи у віці 18—64 років, 22,2 % — особи у віці 65 років та старші. Медіана віку мешканця становила 51,0 року. На 100 осіб жіночої статі у місті припадало 92,0 чоловіків;  на 100 жінок у віці від 18 років та старших — 90,4 чоловіків також старших 18 років.
Середній дохід на одне домашнє господарство  становив 40 727 доларів США (медіана — 37 216), а середній дохід на одну сім'ю — 42 028 доларів (медіана — 41 964). Медіана доходів становила 44 083 долари для чоловіків та 32 121 долар для жінок. За межею бідності перебувало 24,2 % осіб, у тому числі 26,3 % дітей у віці до 18 років та 5,7 % осіб у віці 65 років та старших.
Цивільне працевлаштоване населення становило 444 особи. Основні галузі зайнятості: освіта, охорона здоров'я та соціальна допомога — 17,8 %, мистецтво, розваги та відпочинок — 17,1 %, будівництво — 15,8 %.